# Arquitectura italianizante

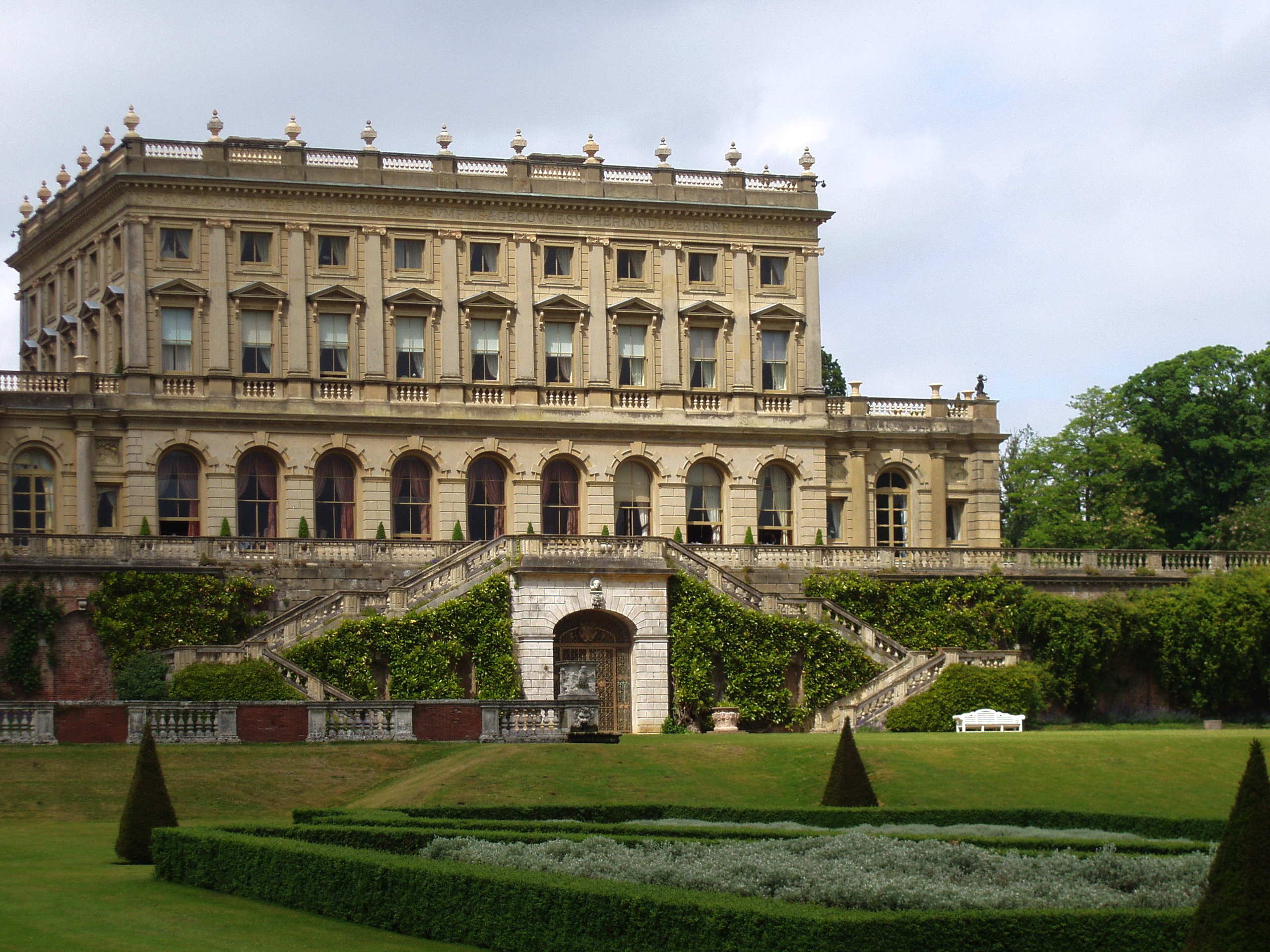
Cliveden: el estilo italianizante de Charles Barry, una mansión neorrenacentista con «alusiones seguras a la riqueza de los príncipes mercantes de Italia».

La arquitectura de estilo italianizante fue una etapa característica del siglo XIX en la historia de la arquitectura clásica. En el estilo italianizante, los modelos y el vocabulario arquitectónico del estilo italiano del siglo XVI (renacimiento italiano), que habían servido de inspiración tanto para el palladianismo como para al neoclasicismo, fueron sintetizados con estéticas pintorescas. El estilo que la arquitectura que de ello surgió, aunque también fue caracterizado como "Neorrenacentista", fue particular de su época. «La mirada retrospectiva transforma a su objeto», escribió Siegfried Giedion sobre los estilos historicistas de la arquitectura; «cada espectador, en cada período —de hecho, en cada momento— inevitablemente transforma el pasado de acuerdo a su propia naturaleza».
En Inglaterra el estilo italianizante fue desarrollado en un primer momento por John Nash, hacia 1802, con la construcción de la casa Cronkhill en Shropshire. Esta pequeña estancia de campo es reconocida en general como la primera de estilo italianizante en Gran Bretaña, derivándose de ella los posteriores estilos de las épocas de la Regencia y victoriana.
El estilo italianizante fue luego desarrollado y popularizado por el arquitecto sir Charles Barry, en la década de 1830. El estilo italianizante de Barry se inspiró esencialmente en edificios del Renacimiento italiano para sus motivos, este concepto, a veces en contraste con las estancias semirrústicas de Nash, produjo lo que se conoce como estilo italianizante. El estilo no se circunscribió solamente a Inglaterra y se utilizó de maneras variadas, luego de la caída de su popularidad en Gran Bretaña, a lo largo de todo el norte de Europa y el Imperio Británico. Desde fines de la década de 1840 a la de 1890 alcanzó gran popularidad en los Estados Unidos, allí promovido por el arquitecto Alexander Jackson Davis; y también en el resto de América.

## Estilo italianizante en Argentina

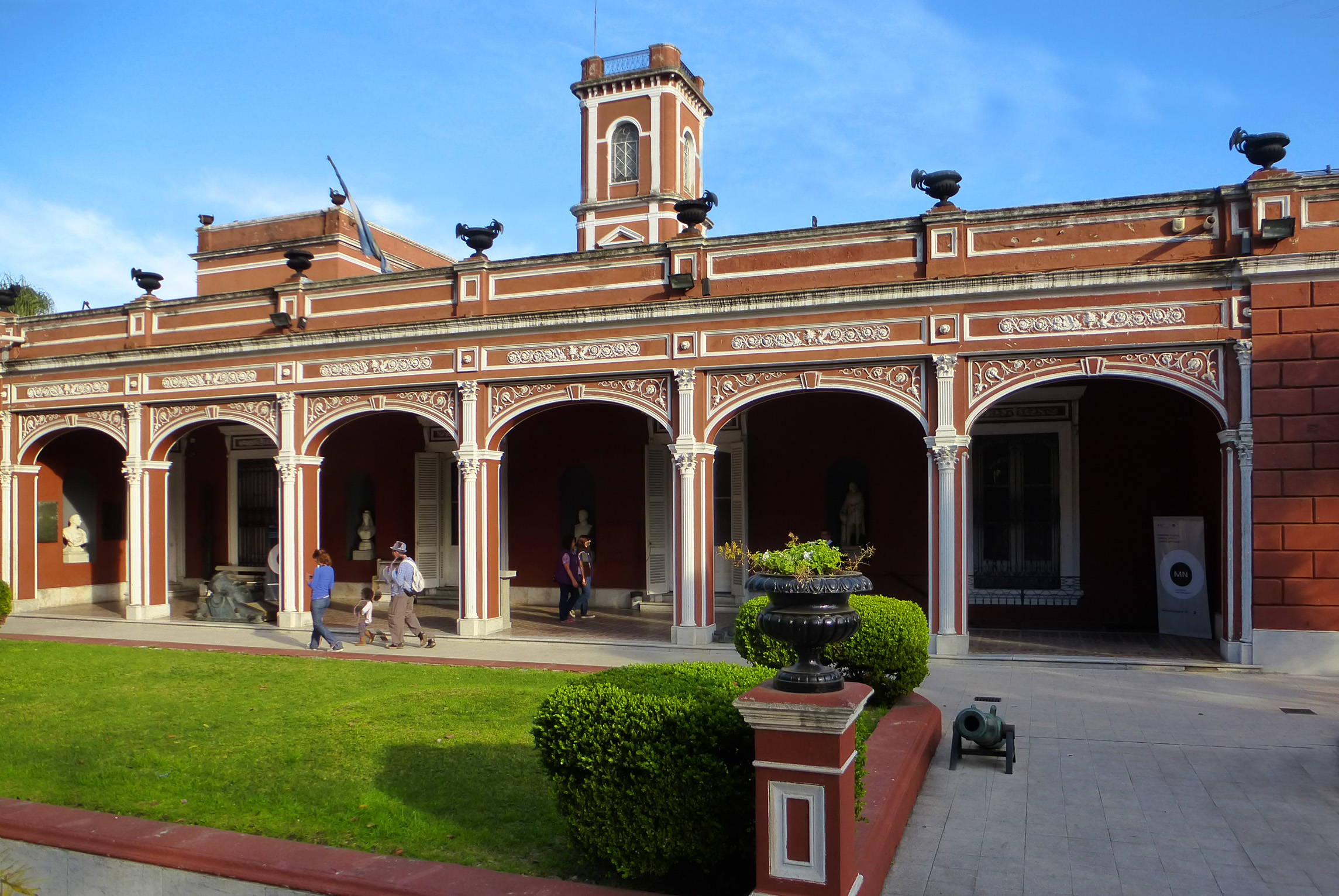
La Quinta Lezama, hoy sede del Museo Histórico Nacional de la Argentina.

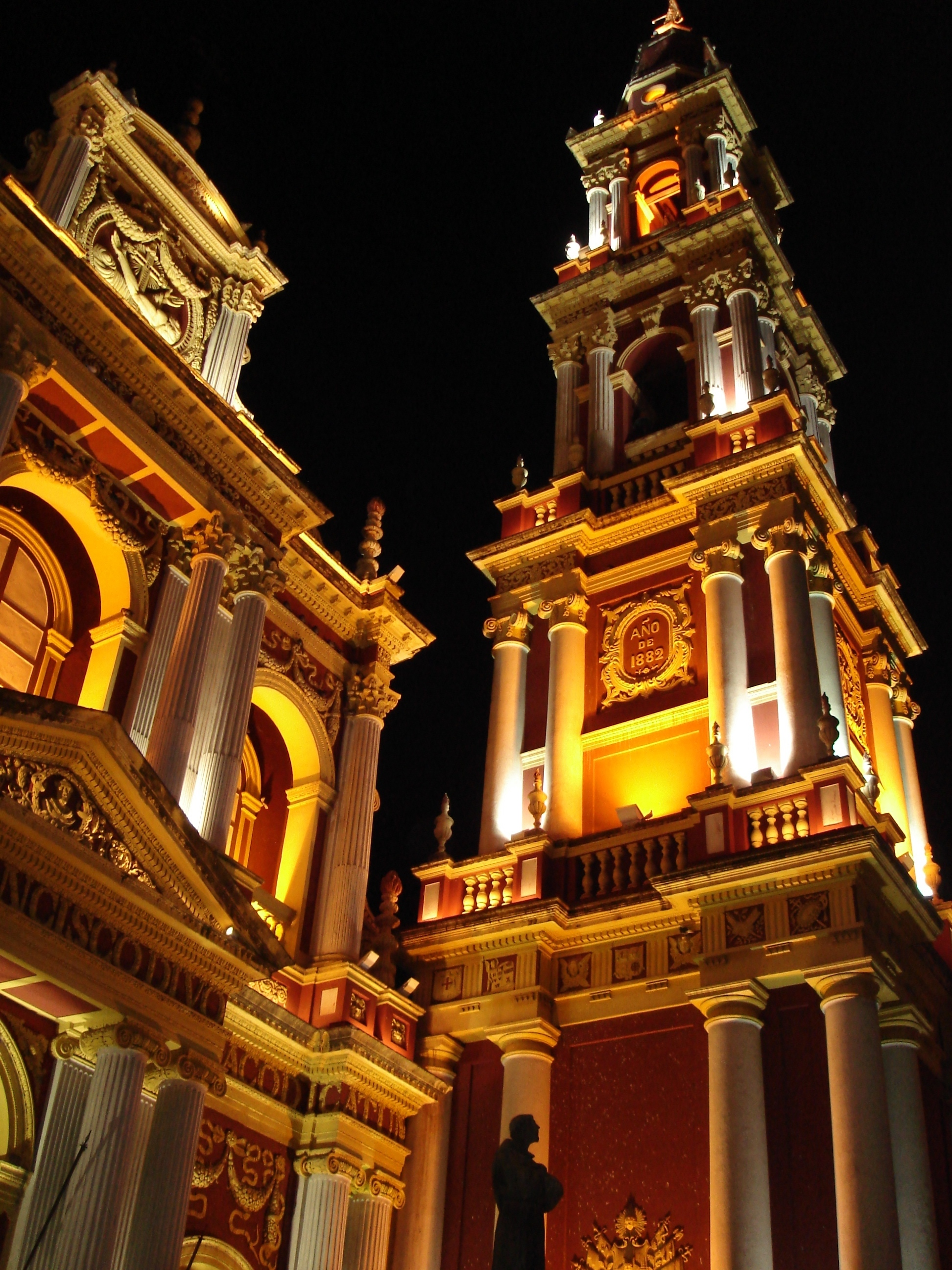
La basílica de San Francisco, ubicada en la ciudad de Salta, posee uno de los campanarios eclesiásticos más altos de América del Sur.

En la Argentina, el estilo italianizante tuvo su apogeo entre los años 1830 y 1880, al comienzo de la primera presidencia del general Julio A. Roca. Representó la transición entre el estilo colonial, heredado de las tradiciones española y lusitana, y el academicismo francés que dominaría la arquitectura en el país hasta la década de 1930.
Uno de los primeros y más conspicuos ejemplos en el país es el Palacio San José, casco central de la estancia que Justo José de Urquiza poseía cerca de Concepción del Uruguay. Así mismo, en lo que es hoy el Parque de Palermo, el demolido Palacio de Juan Manuel de Rosas era un gran edificio aunque poco ostentoso en sus fachadas. Dicho según Domingo Faustino Sarmiento: «con el poder que Rosas tenía sólo se quedó en esta arquitectura pudiendo haber tenido un Versalles». Sarmiento despreciaba profundamente lo criollo, lo español y la arquitectura común italiana. En dicho palacio confluían sobriamente los rasgos italianizantes con los antiguos rasgos coloniales españoles.
Hubo dos corrientes principales del estilo en Argentina: la primera, italiana, tuvo sus fundadores en Pedro Fossati y los renombrados Nicolás  y José Canale (padre e hijo), desarrollándose luego por arquitectos como Juan Antonio Buschiazzo, Francisco Tamburini, Víctor Meano y Carlos Morra; la segunda, británica, tuvo sus máximos representantes en Edward Taylor, Henry Hunt  y Hans Schroeder. En el Noroeste argentino sobresalen Luis Caravati, Luis Giorgi y Francisco Righetti.
El italianizante se aplicó tanto a las clásicas viviendas de disposición lineal con tres patios, heredadas de la tradición romana (por ejemplo, la Casa de los Ezeiza o la de los Unzué), como a los entonces recientemente surgidos caserones llamados casas quinta  en las afueras de la ciudad de Buenos Aires, que tuvieron su auge en esas décadas. Algunos ejemplos de este último tipo de vivienda en la capital son la Casa Marcó del Pont, la Quinta Lezama, el Palacio Miró (demolido) y la Quinta de los Azcuénaga en Olivos (hoy Residencia Presidencial). También estuvo presente en los primeros edificios de departamentos, de pocos pisos, como el Palacio Muñoa (obra de Taylor). Las primeras, también denominadas casa chorizo, fueron diseñadas para lograr un éxito duradero en términos de funcionalidad y estética, y fueron un paso muy importante para la arquitectura local rioplatense.
Al mismo tiempo, el italianizante acompañó a la primera etapa de la consolidación del Estado Nacional en la Argentina, y por ello está presente en los edificios institucionales más antiguos del país. Por ejemplo, la Aduana Nueva (de E. Taylor, demolida), la Casa Rosada y la Casa de Moneda, así como la Municipalidad de Belgrano (hoy Museo Histórico Sarmiento) y el remodelado Cabildo (restaurado a su aspecto colonial en 1940). Debido a que alcanzó su mayor esplendor en el Litoral fluvial, se le considera el estilo oficial de la Confederación Argentina. En esta región, como por ejemplo en Misiones y Corrientes, el ingeniero italiano Giovanni Col diseñó una cantidad de edificios estatales: las dos Casas de Gobierno provinciales, escuelas, iglesias y hogares, extendiendo el nuevo estilo de moda por la región..
Además se aplicó a los primeros grandes bancos de la Argentina, construidos todos por el dúo Hunt-Schroeder: El Banco de Londres (demolido), el Hipotecario de la Provincia de Buenos Aires (hoy Banco Central), el Banco Carabassa (demolido), etc. Por último, tuvo su influencia en la arquitectura religiosa: la Curia Metropolitana en Plaza de Mayo (de Fosatti, destruida en 1955) y las Iglesias de Nuestra Señora de la Piedad y de la Inmaculada Concepción.

## Estilo italianizante en Australia

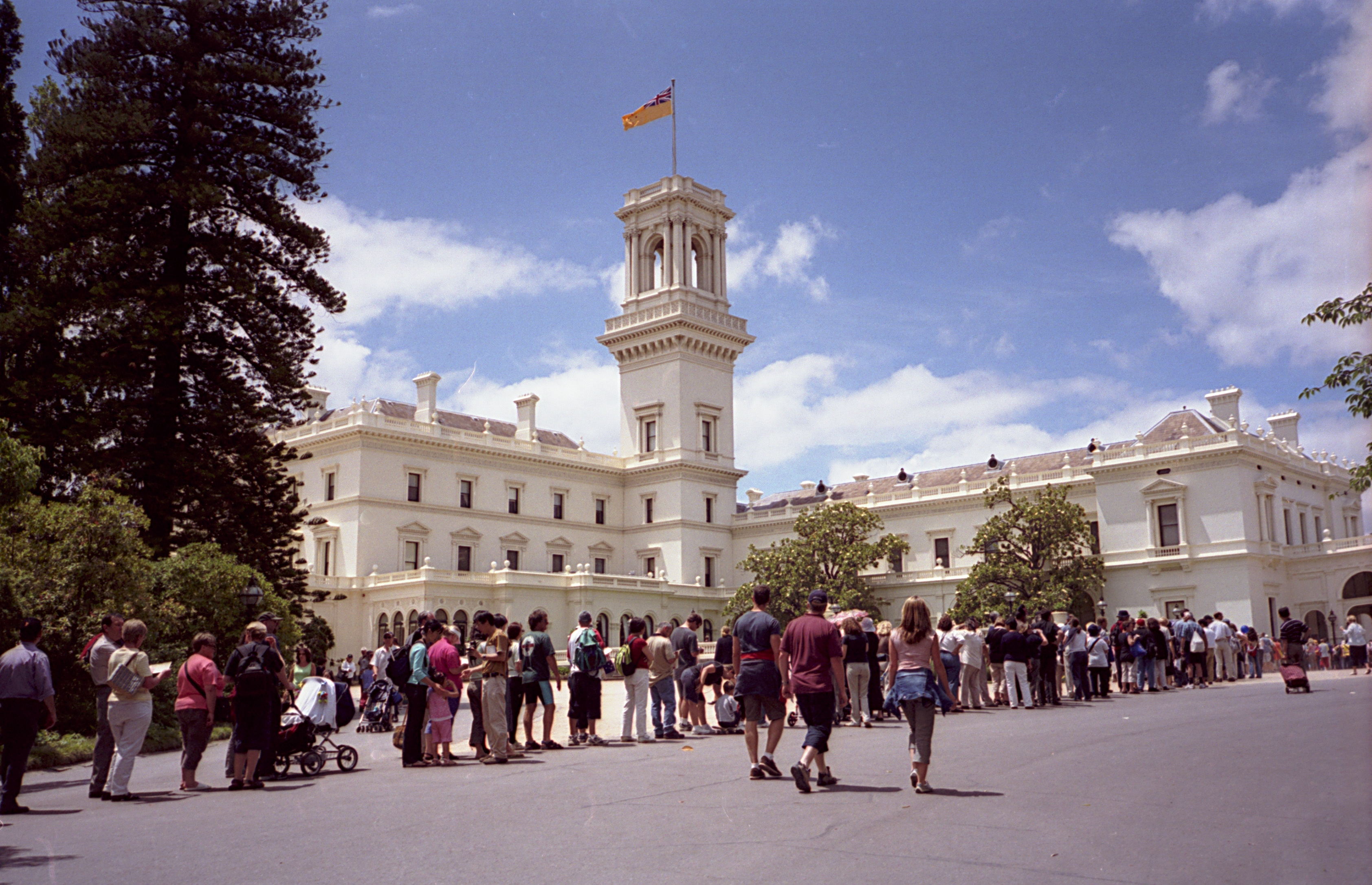
Casa de Gobierno en Melbourne, terminada en 1876.

El estilo italianizante resultó ser inmensamente popular en Australia en su aplicación a las viviendas. El arquitecto William Wardell diseñó la Casa de Gobierno en Melbourne —actualmente funciona como residencia oficial del Gobernador de Victoria— como muestra de su «recién descubierto amor por las arquitecturas italianizante, palladiana y veneciana». De color crema, con abundantes elementos Palladianos; excepto por la torre señorial matacanada que Wardell coronó con un belvedere, y que no hubiera desentonado en las calles y plazas unificadas de Thomas Cubitt en Belgravia, Londres.
El techo a cuatro aguas está rodeado por un parapeto con balaustrada. El cuerpo principal está flanqueado por dos alas asimétricas más bajas que ayudan a dar un aspecto pintoresco, que se aprecia mejor cuando se lo mira en perspectiva. La más grande de ambas es separada de cuerpo principal por la torre-belvedere. La más pequeña, el salón de fiestas, tiene acceso por un portón de carruajes diseñado como el pórtico de un prostilo de un piso.
El estilo italianizante en la arquitectura continuó usándose en la construcción en dependencias del Imperio Británico mucho tiempo después de haber pasado de moda en Inglaterra misma. La estación ferroviaria de Albury, Nuevo Gales del Sur, terminada en 1881, es un ejemplo de esta posterior evolución del estilo.

## Estilo italianizante en los Estados Unidos

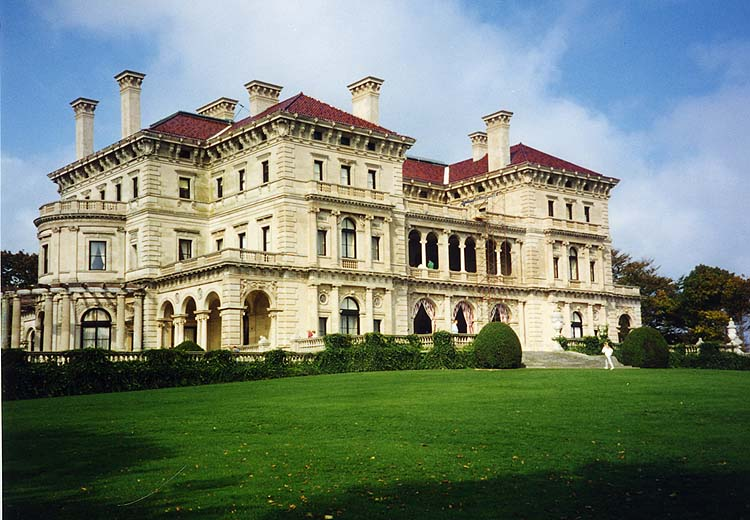
The Breakers, proyectada por Richard Morris Hunt, para la familia Vanderbilt, terminado en 1895

El estilo italianizante fue popularizado en los Estados Unidos por Alexander Jackson Davis en la década de 1840, como alternativa a los estilos arquitectónicos como el neogótico o el neogriego. La villa Litchfield (1854), obra de Davis, en lo que se transformaría en el Prospect Park de Brooklyn, es un excelente ejemplo del estilo. En un primero momento se lo llamó «estilo villa italiana» o «villa Toscana». La mansión Blandwood, vantigua residencia del gobernador de Carolina del Norte John Motley Morehead, es el ejemplo más antiguo en pie de arquitectura italianizante en Estados Unidos. Un ejemplo temprano de arquitectura italianizante, se parece más a los trabajos de Nash que a los de Barry, más inspirados en diseños renacentistas. Richard Upjohn usó este estilo recurrentemente, comenzando en 1845 con la casa de Edward King. Otros adherentes al estilo fueron John Notman, según varios el primero en llevarlo a Estados Unidos, y Henry Austin. Notman proyectó "Riverside", la primera villa italiana en Burlington, Nueva Jersey, en 1837.
El italianizante fue reinterpretado nuevamente y se volvió un estilo autóctono. Se distingue por su marcada exageración de muchas características del Renacimiento Italiano: pronunciados aleros sostenidos por ménsulas, tejados poco inclinados que apenas se distinguen del suelo, o incluso tejados lisos con un vuelo amplio. Suele incorporarse una torre que insinúa un belvedere, o incluso una torre campanile.
Motivos tomados de la arquitectura italianizante han sido incorporados en el vocabulario de constructores comerciales y aparecen en la arquitectura vctoriana de la segunda mitad del siglo XIX.
Este estilo arquitectónico se volvió más popular que el neogriego a fines de los años 1860. Su popularidad se debió a su adaptabilidad para el uso de distintos materiales y presupuestos, sumándose el desarrollo de la tecnología del hierro fundido que logró hacer la producción de elementos decorativos como cornisas y los soportes de las paredes más eficientes. Sin embargo, el estilo fue superado a fines de los años 1870 por el estilo Reina Ana y el neocolonial.
The Breakers (ilustrada arriba), situada en la Ochre Point Avenue, en Newport, Rhode Island, es una mansión de 70 ambientes diseñada por el arquitecto Richard Morris Hunt para Cornelius Vanderbilt II. Construida entre 1893 y 1895, es el epítome del estilo italianizante en los Estados Unidos. Mientras en su exterior aparenta ser un absoluto palazzo renacentista, su construcción con celosías de acero y sin partes de madera significaron el uso de técnicas modernas que se desarrollaron en la segunda mitad del siglo XIX. Las chimeneas altas, alas yuxtapuestas, y las ménsulas exageradamente largas sosteniendo el inclinado y visible tejado son todos signos indicativos de la interpretación Norteamericana del estilo italianizante. "The Breakers" y su estilo arquitectónico han sido descritos despectivamente por críticos de arquitectura como «la obsesión europea con los estilos históricos en paralelo a la idea norteamericana del palazzo renacentista adaptado a una casa privada».ref>Cropplestone, Trewin (1963). World Architecture Pág. 323. Hamlyn. /en inglés)</ref> Sin embargo, al momento de su culminación "The Breakers" fue más una expresión del gusto personal de sus dueños, su cultura y riqueza, que un estilo arquitectónico popular.
La popularidad de la arquitectura italianizante en el período posterior a 1845 puede verse en Cincinnati, Ohio, el primer boomtown de los Estados Unidos al oeste de las montes Apalaches. Esta ciudad, que creció al ritmo del tráfico del río Ohio, presenta una de las colecciones de edificios italianizantes más numerosas de los Estados Unidos en su barrio Over-the-Rhine, construido en su comienzo por inmigrantes germano-estadounidenses que vivían en el área densamente poblada. En los últimos años se viene llamando la atención de forma creciente para la preservación de esta impresionante colección, con intentos de restauración en gran escala, que comenzaron a contrarrestar la decadencia urbana. Las ciudades vecinas de Cincinnati, Newport y Covington también tienen amplias colecciones de arquitectura italianizante.
El Garden District de Nueva Orleáns posee ejemplos de estilo italianizante: la casa en First Street 1331, diseñada por Samuel Jamison; la mansión Van Benthuysen-Elms St. Charles Avenue 3029 y la casa en Carondelet Street 2805.
Además, la United States Lighthouse Board, gracias al trabajo del coronel Orlando M. Poe produjo un conjunto de faros italianizantes (junto a sus estructuras asociadas), siendo el principal el Grosse Point Light en Evanston, Illinois.

## Estilo italianizante en Inglaterra y Gales

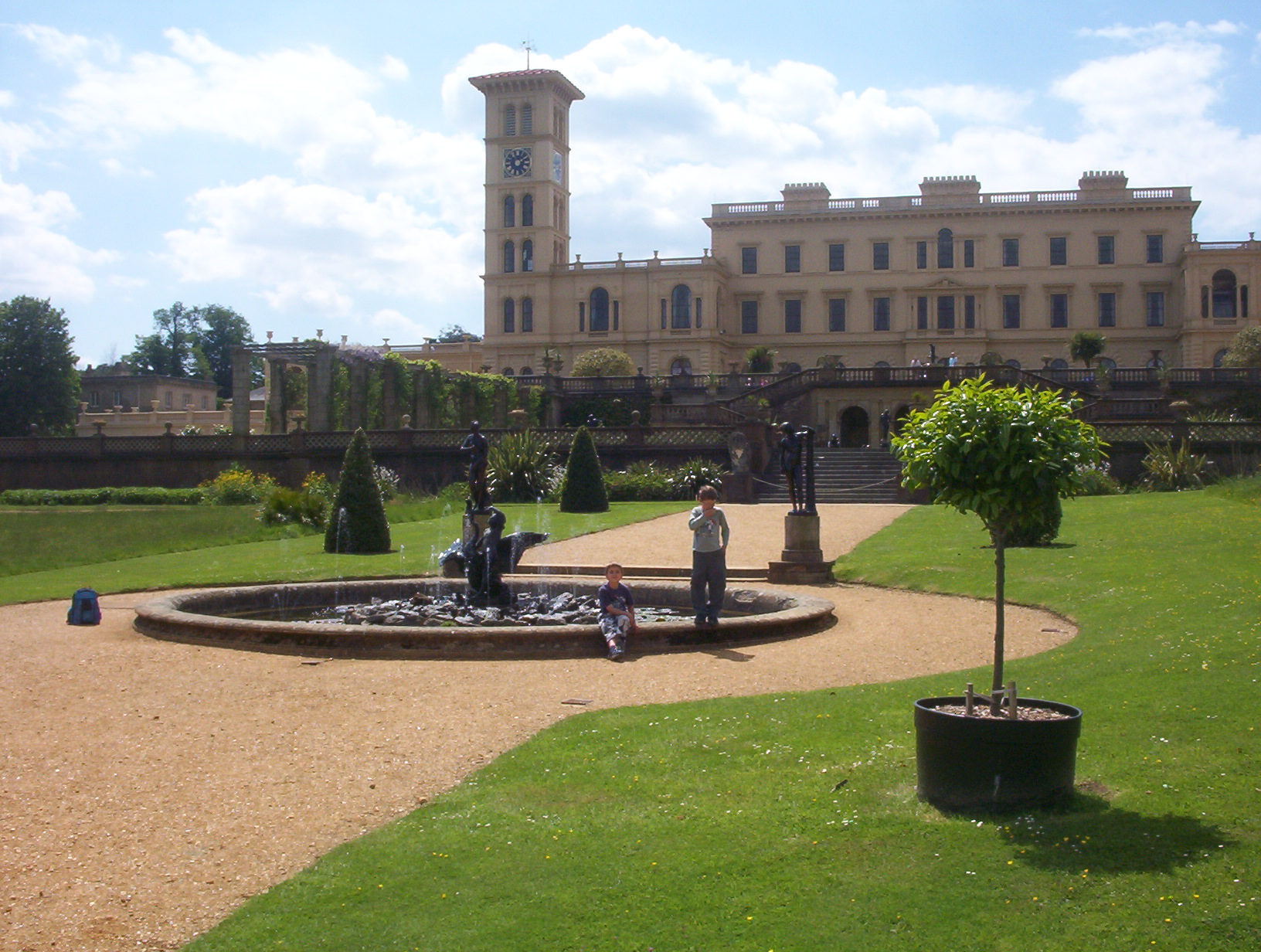
El neorrenacentismo: la Casa Osborne terminada en 1851. Una gran mansión palladiana luego sometida a un tratamiento italianizante al agregársele una torre-belvedere.

Una muestra posterior del desarrollo del estilo italianizante realizado por Nash fue el diseño del Sandridge Park (1805), en Stoke Gabriel, Devon. Encargado por la viuda Lady Ashburton como un retiro campestre, esta pequeña casa de campo muestra claramente la transición entre el pintoresquismo de William Gilpin e italianizante de Nash, que aún no terminaba su desarrollo. Aunque esta casa puede ser encuadrada dentro del estilo Regencia, su planta informal asimétrica con loggias y balcones de piedra y de hierro forjado; su torre y su techo inclinado son claramente similares al diseño totalmente italianizante de Cronkhill, tomada como el primer edificio italianizante de Inglaterra. Las viviendas son típicamente de dos otres pisos de altura, con tejados lisos o inclinados, bay windows con paneles de madera encastrados, bloques esquineros y ventanas dobles.
Ejemplos posteriores del estilo italianizante en Inglaterra tienen a tomar la forma edificios de estilo palladiano, pero ampliados con una torre belvedere con balaustradas renacentistas a la altura de la azotea. Esta es generalmente una interpretación más estilística de lo que los patrones y los arquitectos imaginaban que se utiliazaba en Italia, y utiliza motivos más obviamente tomados del Renacimiento italiano que del italianizante de Nash.
Sir Charles Barry, más conocido por sus trabajos de estilos Tudor y gótico en el palacio de Westminster en Londres, fue un gran promotor del estilo italianizante. A diferencia de Nash, encontró su inspiración en la misma Italia. Barry se inspiró fundamentalmente en los diseños de las villas romanas originales del Renacimiento, del Lacio y del Véneto, o como dijo: «... el encantador carácter de las villas irregulares de Italia». Su trabajo más notable en este estilo fue la gran mansión neorrenacentista de Cliveden (ilustrada arriba). Aunque se ha dicho que un tercio de las primeras casas de campo victorianas en Inglaterra eran de estilos clásicos, especialmente italianizante, ya para 1855 el estilo dejaba de ser favorito y Cliveden fue vista como «un trabajo decadente de un estilo decadente».

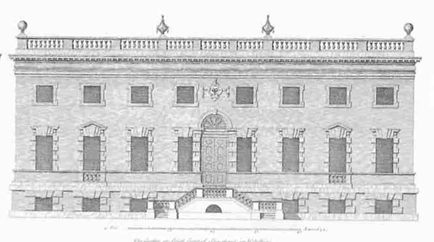
Villa Emo de Palladio, 1559. Las grandes villas italianas solían ser puntos de partida para los edificios italianizantes del.

Thomas Cubitt, un empresario de la construcción londinense, incorporó líneas clásicas simples del estilo italianizante de sir Charles Barry a muchos de sus trabajos en Londres. Cubitt diseñó la casa Osbourne bajo la dirección del príncipe Alberto de Sajonia-Coburgo-Gotha, y es una reinterpretación de su arquitectura de edificios de una sola fachada en una mansión de perímetro libre, que fue fuente de inspiración para innumerables villas italianizantes a lo largo del Imperio británico.
Luego de la culminación de la Casa Osbourne en 1851, el estilo se volvió una opción de diseño popular para pequeñas mansiones construidas para los nuevos y ricos industriales de la época. Eran especialmente construidas en ciudades rodeadas por amplios pero no muy extensos jardines, a veces diseñadas en un estilo toscano también. En algunas ocasiones diseños similares, si no idénticos, a los de estas villas italianizantes eran coronados por cubiertas con mansarda, y eran llamados châteauescos. Sin embargo,  «luego de una modesta serie de villas italianizantes, y de chateaux franceses» ya para 1855 los estilos favoritos para una casa de campo inglesa eran el gótico o el Tudor.
Un ejemplo de la abundante arquitectura italianizante es la casa de descanso de Portmeirion, en Gwynedd, norte de Gales. La villa está situada cerca de Penrhyndeudraeth, en el estuario del río Dwyryd, dos millas al sudeste de Porthmadog, y a una milla de la estación ferroviaria de Minffordd.

## Estilo italianizante en el Líbano

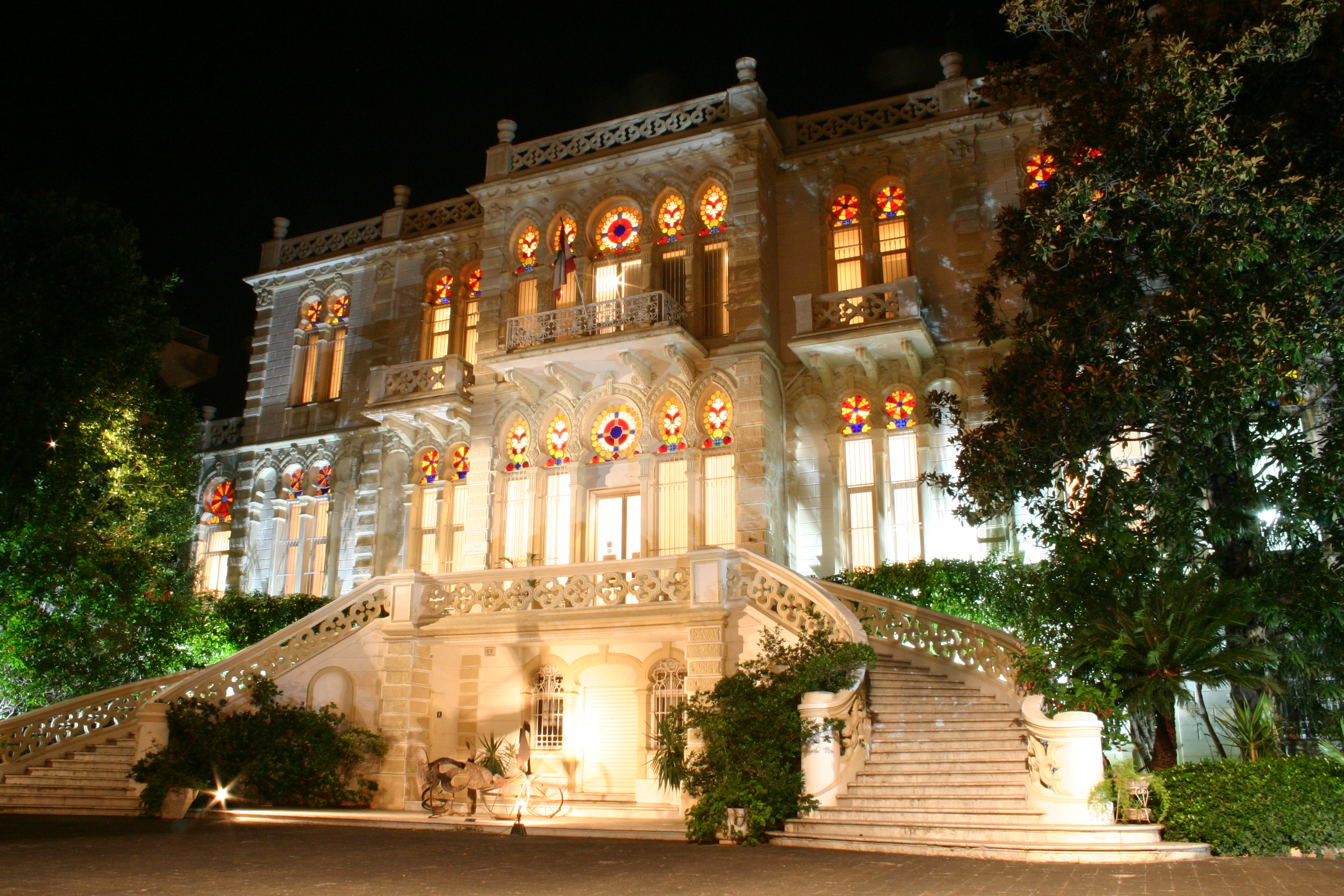
Fotografía de la Surcsock house

La influencia italiana, específicamente la Toscana, en la arquitectura del Líbano data del Renacimiento, cuando Fakhr-al-Din II, el primer gobernante libanés que realmente unificó Monte Líbano con la costa del Mediterráneo ejecutó un ambicioso plan para desarrollar su país.
Cuando los otomanos exiliaron a Fakhr-al-Din a Toscana en 1613, se alió con los Médici. Al regresar a Líbano en 1618, comenzó a modernizarlo. Desarrolló la industria de la seda, aumentó la producción de aceite de oliva, y trajo consigo numerosos ingenieros italianos que comenzaron la construcción de mansiones y edificios civiles a lo largo del país.
La influencia de estos edificios, como los que se encuentran en Deir el Qamar, se extendió por el Líbano durante muchos siglos, y continúa en el presente. Por ejemplo, calles como la Rue Gouraud mantienen numerosas casas históricas de influencia italianizante. Edificios como la mansión de Nicolas Sursock en la Rue Sursock, que es actualmente un gran museo, atestigua la influencia continua de la arquitectura italianizante en el Líbano.

## Decoración de interiores

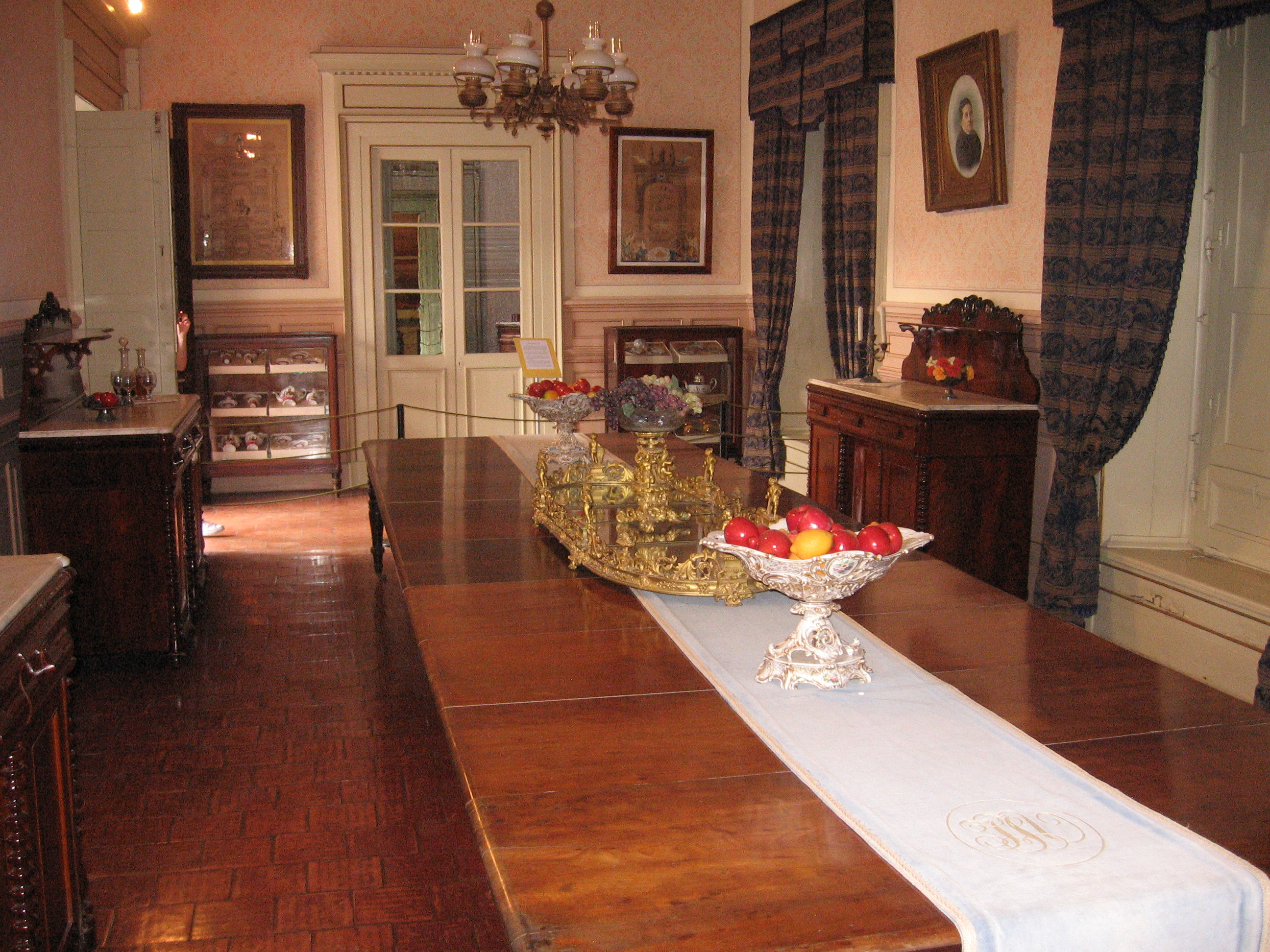
Sala de reuniones del Palacio San José, terminado en 1857.

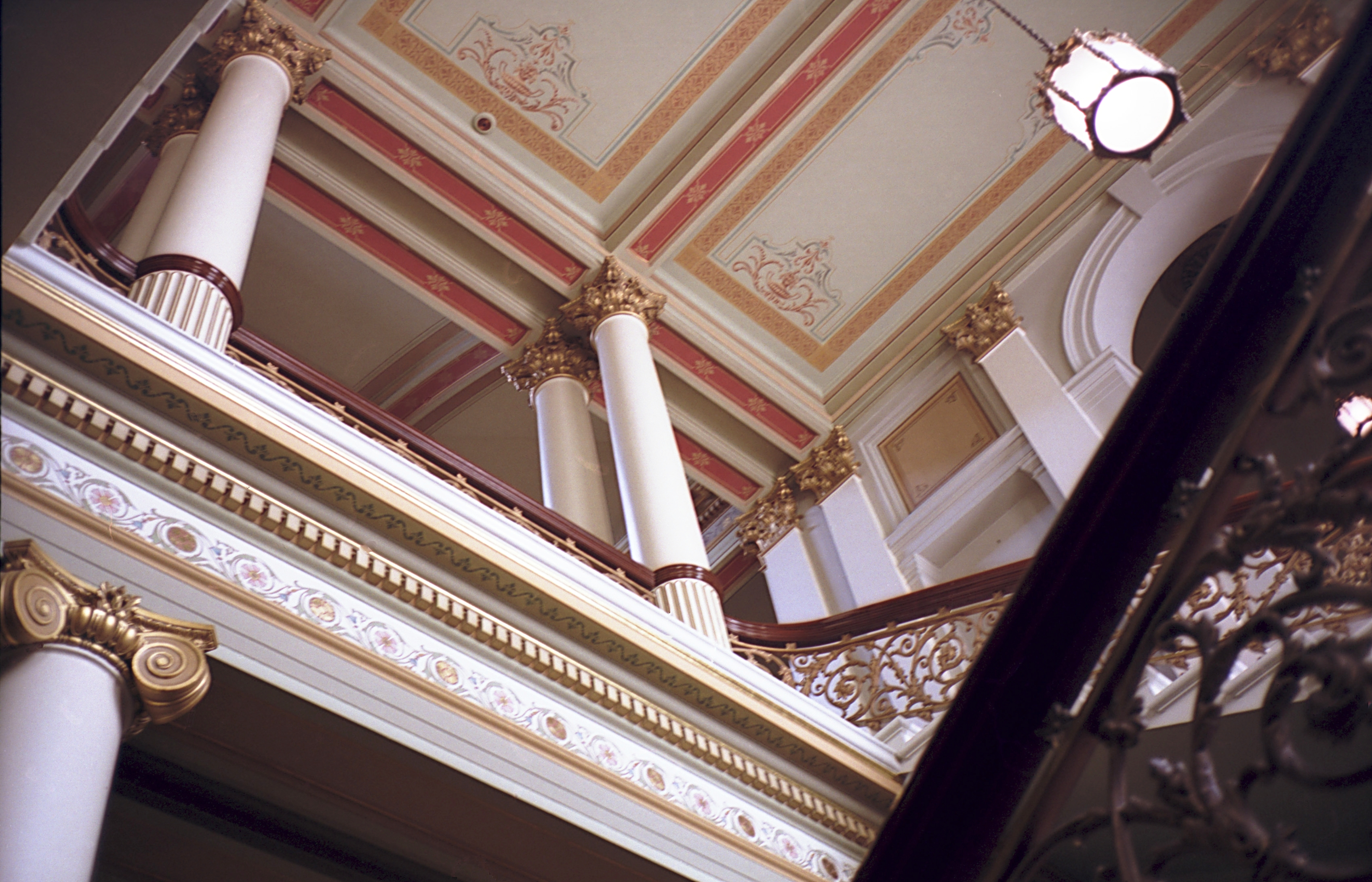
Casa de Gobierno en Melbourne. Su Hall está decorado según el estilo italianizante del.

En la decoración de interiores hubo paralelos directos a la arquitectura italianizante con recombinaciones libres de elementos decorativos tomados de objetos y arquitectura Italianos del siglo XVI, aplicándoselos a formas exclusivas del siglo XIX. Guardarropas y vestidores podían estar decorados con detalles italianizantes, al igual que las row houses.
El estímulo a estos diseños comerciales se puede hallar en el estilo "Renacentista libre" propugnado por Charles Eastlake. En 1868 publicó Hints on Household Taste in Furniture, Upholstery and other Details [Consejos sobre el sabor del hogar en muebles, tapizados y otros detalles], que fue muy influyente en Inglaterra y luego en los Estados Unidos, donde se publicó en 1872. Aunque la arqueología del libro de Eastlake fue siempre cuidadosa, la mayoría de los principios en él están más allá de toda cuestión, y pueden ser generalmente indicados con pocas palabras. El estilo italianizante no debería tener esculturas o molduras ni ningún tipo de ornamento adherido — todos estos trabajos debían ser realizados en una pieza; ni ensambles a medio inglete, sino hechos en ángulo recto, y asegurados con piezas embutidas; las maderas debían tener su color nativo, sin barniz, o pintadas con colores planos, con una línea contrastante y ornamento troquelado en los ángulos; construcciones sin ocultamientos, y propósitos proclamados llanamente; y con esquinas enchapadas y redondeadas, y todas las curvas que debilitaran la veta de la madera deberían estar absolutamente prohibidas. Los muebles que él proponía tenían miembros rectos, fuertes, y con cortes cuadrados según su intención. Su ornamentación consta de paneles pontados, placas de porcelana y azulejos, ribetes metálicos y tallados convencionales en bajorrelieve, con parte de la construcción entrando al ornamento, también en la forma de franjas angostas estriadas de madera radiando en líneas opuestas, de acuerdo a una moda totalmente conocida de la época de Enrique III. 
Tiene la franqueza y la solidez, pero no el atractivo, del estilo medieval; y aunque es rígido y algo denso, y fracasa totalmente en complacer, mantiene un aire apropiado y saludable.
Hoy en día, los muebles italianizantes suelen ser conocidos como "Eastlake" por los coleccionistas norteamericanos, pero los términos contemporáneos para diseños tan ampliamente clasicistas varían de manera creativa, llegando a ser llamados "neo-griego".

## Elementos característicos
Los componentes visuales claves de este estilo son:
- cubiertas de poca inclinación o lisas —los tejados pocas veces están muy inclinados—;
- aleros en voladizo sostenidos por ménsulas, con cornisas imponentes;
- ventanas altas en el primer piso, insinuando un piano nobile, y áticos con ventanas en hilera o en marquesina entre los soportes del alero;
- ventanas  y puertas con arcos, frontis o serlianas con arquitrabes y arquivoltas pronunciados; puertas vidriadas, bay windows inclinadas y balcones con rejas de hierro forjado, o balaustradas renacentistas, balaustradas también usadas para ocultar las cubiertas;
- loggias, belvederes, torres señoriales matacanadas (casi el 15% de las casas italianizantes de Estados Unidos tienen una torre[26]) y cúpulas;
- sillares esquineros.

## Galería de imágenes

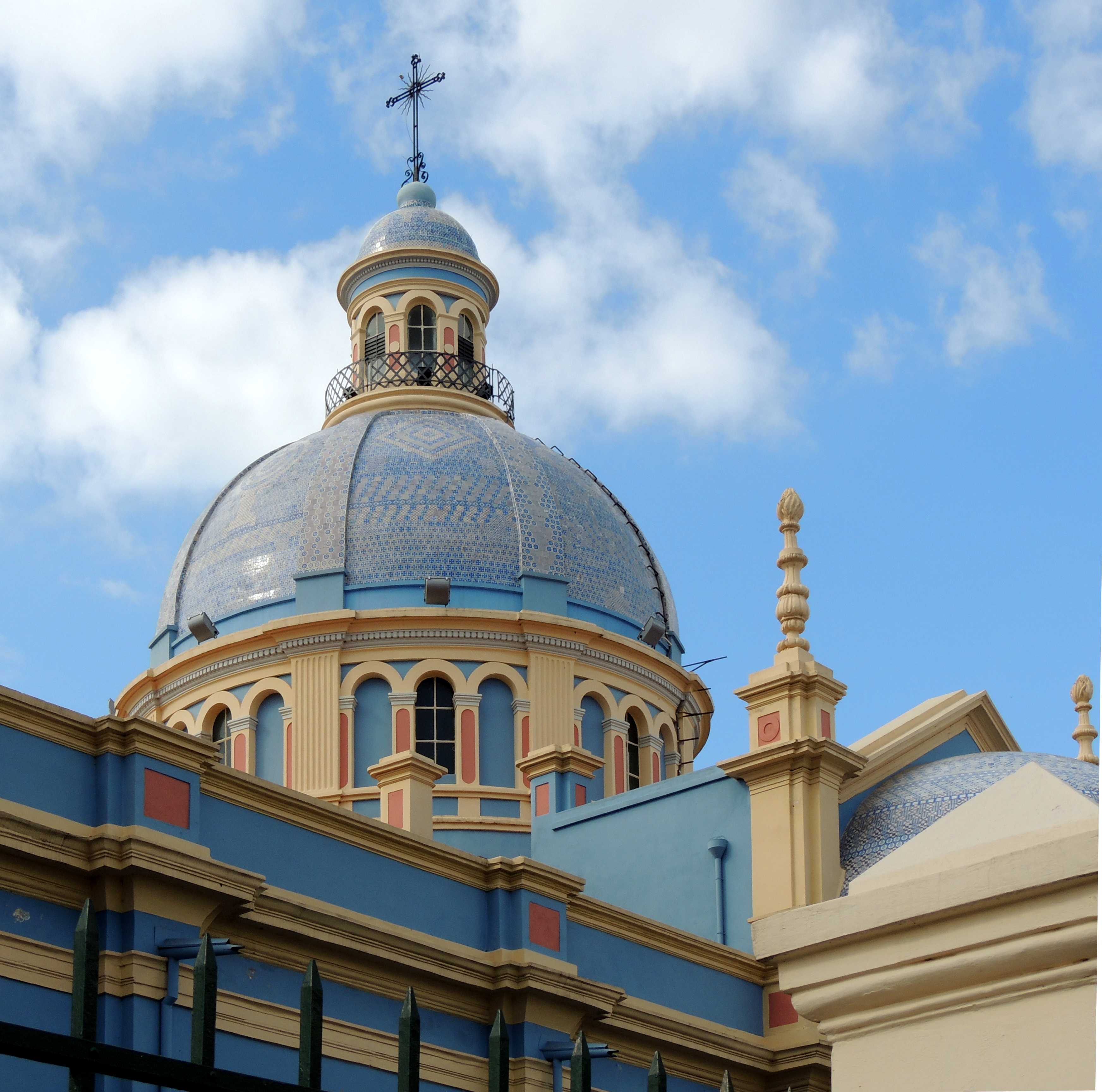
La Iglesia de la Viña, ubicada en Salta, Argentina.
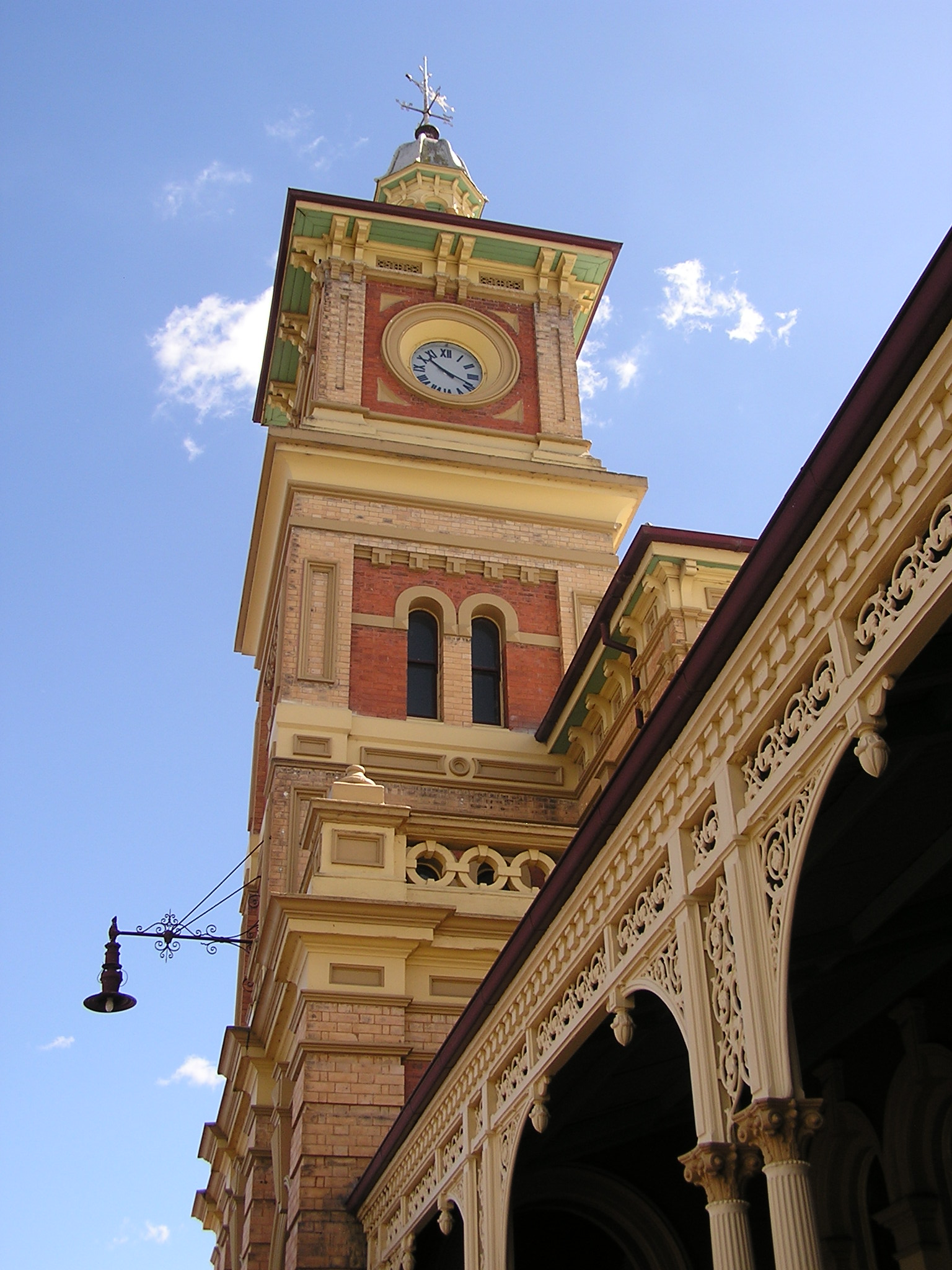
La estación ferroviaria de Albury, Railway station of Albury, Nueva Gales del Sur, Australia (1881)
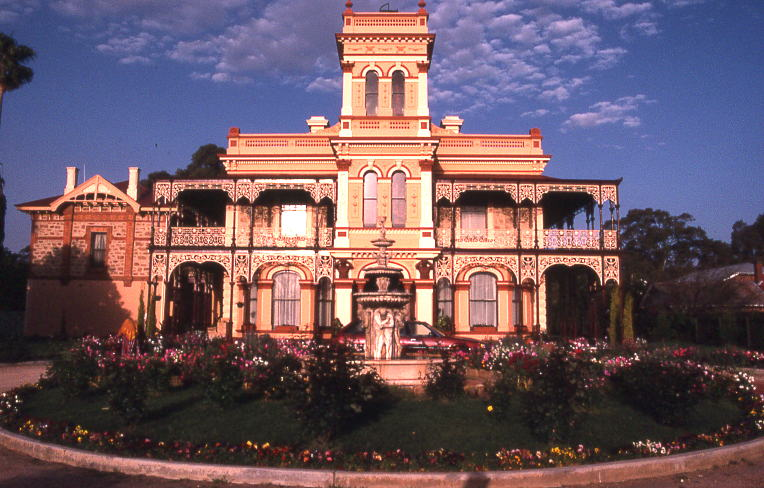
Casa Eynesbury, Adelaide, Sur de Australia
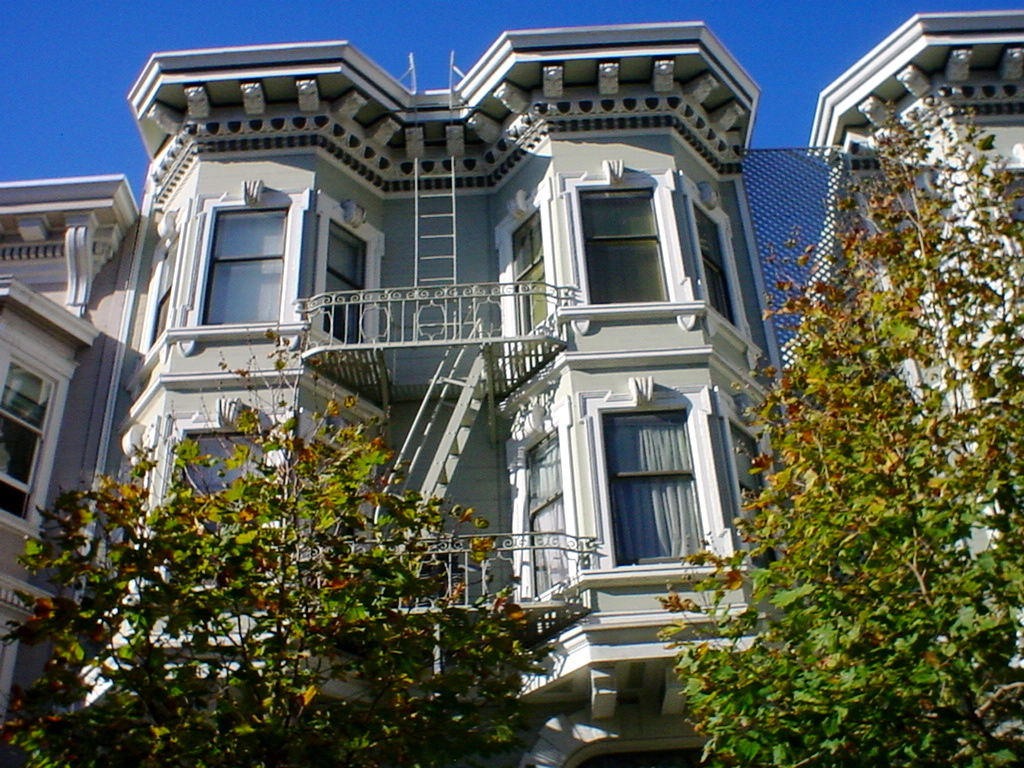
San Francisco, California
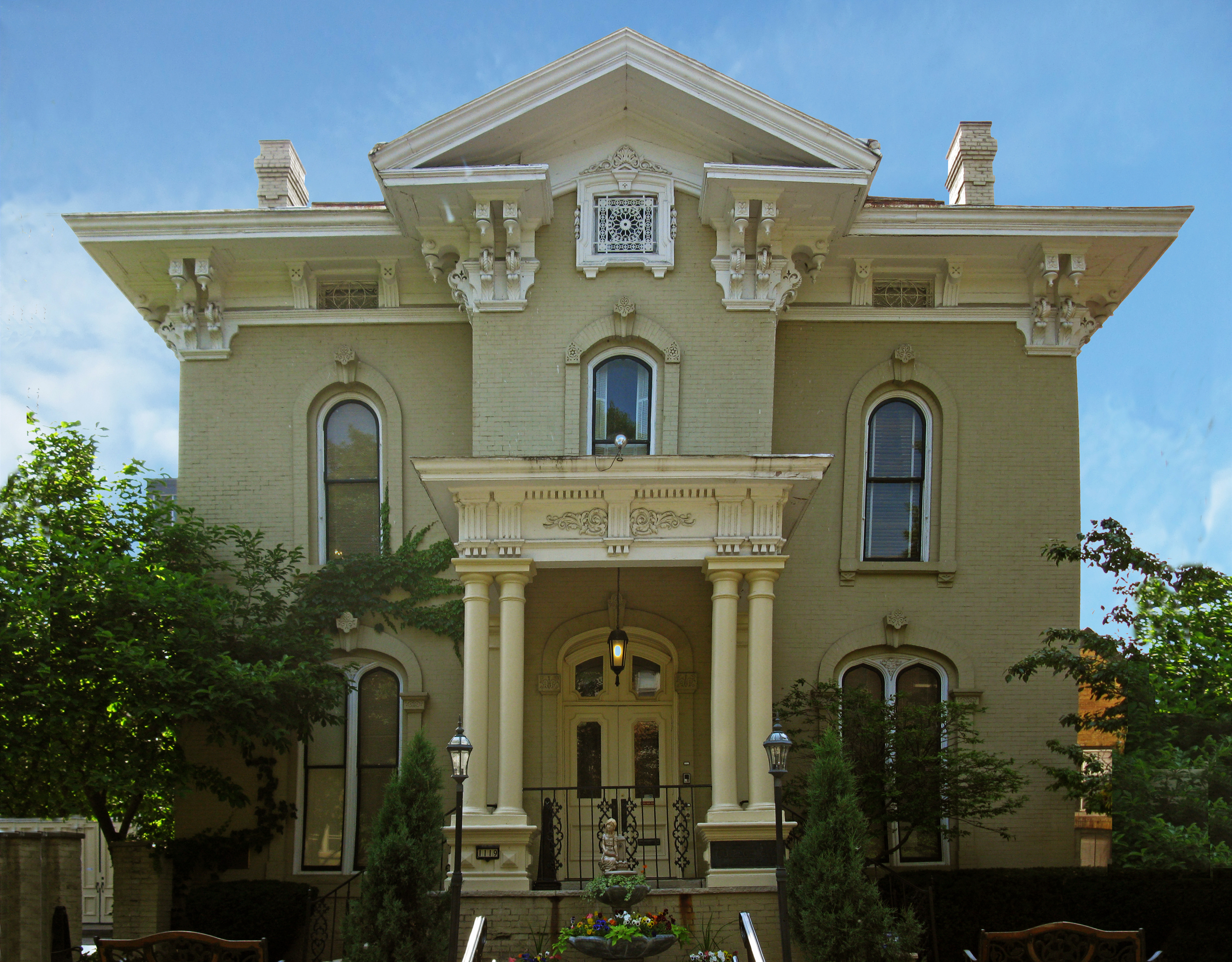
La casa de Robert Patrick Fitzgerald, Milwaukee, 1876: popurrí de variados elementos Italianizantes